# RAF Northolt

i7
i11
i13
Die Royal Air Force Station Northolt (IATA-Code: NHT, ICAO-Code: EGWU), kurz RAF Northolt, ist ein Militärflugplatz der Royal Air Force im Westen Londons. Der Flugplatz liegt im Stadtteil Ruislip. Er wurde nach dem nächstgelegenen Bahnhof benannt; dieser liegt im benachbarten Stadtteil Northolt.

## Geschichte
RAF Northolt wurde 1915 als Flugplatz des Royal Flying Corps in Betrieb genommen. Während des Zweiten Weltkrieges waren dort Jägerstaffeln, darunter auch die Dywizjon 303, eine Division mit polnischen Piloten, stationiert. Nach dem Krieg wurde Northolt als ziviler Flughafen genutzt, bis der 10 km südlich gelegene Flughafen Heathrow in den 1950er Jahren diese Aufgabe übernahm. Anschließend wurde der Flughafen von der US Air Force und der französischen Luftwaffe genutzt. Vor allem Aufklärungsflugzeuge waren bis in die 1980er Jahre in Northolt stationiert. Während der Olympischen Spiele 2012 wurden auf dem Flugplatz einige Typhoon-Jets zur Abfangjagd stationiert. Am 13. September 2022 wurde der Leichnam der auf Balmoral Castle in Schottland verstorbenen Königin Elisabeth II. mit der Boeing C-17 ZZ177 der 99. Squadron aus RAF Brize Norton der Royal Air Force vom Flughafen Edinburgh zur RAF Northolt überführt.
Dieses war (mit über 5 Millionen gleichzeitigen Aufrufen) der im Internet bis dato meistverfolgte Flug in der Unternehmensgeschichte von Flightradar24.

## Militärische Nutzung
RAF Northolt ist heute die Basis der 32. Royal Squadron, früher bekannt als Queen’s Flight. Hierbei handelt es sich um die Flugbereitschaft, Flugzeuge und Hubschrauber der Royal Air Force, die für den Transport der königlichen Familie, der Regierung und britischer Diplomaten genutzt werden. Die 32. Squadron hat keine Langstreckenmaschinen, weil für Interkontinentalflüge heute meist ein Airbus A330 MRTT „Voyager“ genutzt wird oder Flugzeuge von British Airways gechartert werden.
In Northolt sind (Stand 2022) zwei Dassault Falcon 900LX („A-Flight“) und eine
Agusta A109 („B-Flight“) stationiert.

## Zivile Nutzung
Neben dem militärischen spielte auch der zivile Flugverkehr immer eine Rolle. Seit den 1980er Jahren übertrifft dieser den militärischen Betrieb deutlich. Northolt wird vor allem von Privat- und Chartermaschinen genutzt, die den Flughafen als günstige Alternative zu Heathrow nutzen. Diese Maschinen müssen gelegentlich Einschränkungen in Kauf nehmen, weil der militärische Betrieb stets Vorrang hat.

## Zwischenfälle
- Am 4. September 1946 wurde die Focke-Wulf Fw 200 Jutlandia der dänischen Det Danske Luftfartselskab (DDL) (Luftfahrzeugkennzeichen OY-DEM) bei einer Seitenwindlandung irreparabel beschädigt. Personen kamen nicht zu Schaden.[6]

- Am 19. Dezember 1946 wurde eine Douglas DC-3/C-47A-10-DK der britischen Railway Air Services (G-AGZA) auf dem Flugplatz Northolt nach mehr als einstündiger Wartezeit bei Schneefall gestartet. Trotz Start mit Vollgas stieg die Maschine nach dem Abheben nicht, sondern schlug auf dem Dach eines Hauses auf und wurde zerstört. Der Flugkapitän war gestartet, obwohl das Flugzeug nahezu vollständig mit Schnee bedeckt war. Alle 5 Insassen (vier Besatzungsmitglieder und ein Passagier) überlebten den Unfall.[7]

- Am 6. Januar 1948 verunglückte eine Vickers Viking 1B der British European Airways (BEA) (G-AHPK) beim Durchstarten auf dem Flughafen Northolt. Trotz mehrfachen Durchstartens bei schlechter Sicht wurde nicht zu einem anderen Flugplatz ausgewichen. Stattdessen streifte das Flugzeug im Tiefflug Bäume und schlug in einem gepflügten Acker auf. Bei diesem CFIT (Controlled flight into terrain) wurde ein Besatzungsmitglied getötet, die anderen 17 Insassen überlebten.[8]

- Am 4. Juli 1948 stieß eine erst zwei Monate alte Douglas DC-6 der SAS Scandinavian Airlines (Luftfahrzeugkennzeichen SE-BDA) im Flug über Großbritannien mit einer Avro York C.1 der Royal Air Force (MW248) zusammen. Beide Maschinen waren im Anflug auf den Flughafen Northolt, kollidierten gut 6 Kilometer nördlich des Flugplatzes und stürzten ab. Alle 32 Menschen an Bord der DC-6 sowie die sieben Insassen der York kamen ums Leben.[9][10][11]

- Am 17. Oktober 1950 fiel bei einer Douglas DC-3/C-47A der British European Airways (G-AGIW) kurz nach dem Start vom Flughafen Northolt in Richtung Glasgow ein Triebwerk aus. Beim Versuch der Rückkehr verlor die Maschine immer mehr an Höhe (auch weil das Fahrwerk ausgefahren war), kollidierte mit Bäumen und schlug auf dem Boden auf. Von den 29 Insassen überlebte nur ein Besatzungsmitglied.[12]

- Am 25. Oktober 1960 verwechselte der Pilot einer Boeing 707 der Pan Am Northolt mit dem eigentlichen Zielflughafen Heathrow. Die Landebahn war für ein Flugzeug dieser Größe eigentlich zu kurz. Es gelang dem Piloten dennoch, die Boeing 30 Meter vor deren Ende zum Stehen zu bringen.[13] Ursache für diesen Zwischenfall war, dass die Flughäfen Heathrow und Northolt nur etwa zehn Kilometer voneinander entfernt liegen und sich die Einflugschneisen überschnitten. Zudem hatten die beiden parallel zueinander verlaufenden Landebahnen in Northolt und Heathrow damals noch kein Instrumentenlandesystem, so dass die Piloten ausschließlich einen Sichtanflug durchführen konnten. Als Übergangslösung wurde ein Gasometer in der Einflugschneise nach Heathrow mit den Buchstaben LH beschriftet und ein Gasometer in der Einflugschneise nach Northolt mit NO. Dies sollte weitere Verwechslungen vermeiden.